# Joseph Charles Marin
Pour les articles homonymes, voir Marin.
Joseph Charles Marin, né en 1759 à Paris et mort dans la même ville le 18 septembre 1834, est un sculpteur français.

## Biographie
Élève du sculpteur Clodion, Joseph Charles Marin tente plusieurs fois de remporter le grand prix de sculpture sous l'Ancien Régime, avant la Révolution. Il remporta plus tard le grand prix de Rome en sculpture de 1801 avec un bas-relief, Caïus Gracchus quittant sa femme Licinia (Paris, École nationale supérieure des beaux-arts).
Si sa première manière, élégante, légère et gracieuse, est fortement influencée de celle de son maître Clodion, Marin devait dans la seconde partie de sa carrière adopter un style et des sujets plus austères, en relation avec les canons néo-classiques alors en vigueur.
Il devient professeur de l'École des beaux-arts de Lyon en 1813, remplaçant son ancien professeur Joseph Chinard après la mort de celui-ci.

## Élèves
- Denis Foyatier
- Jean-François Legendre-Héral
- Pierre-Marie Prost

## Œuvres dans les collections publiques
France
- Ajaccio, mairie : Buste rétrospectif de Charles-Marie Bonaparte, père de Napoléon, vers 1810, marbre[2].
- Bayonne, musée Bonnat-Helleu :
  - Allégorie à la gloire de Lafayette, statuette en terre cuite ;
  - Une prêtresse, statuette en terre cuite ;
  - Une vestale, statuette en terre cuite.
- Bordeaux, musée d'Aquitaine : Le Marquis de Tourny, intendant général de Guyenne à Bordeaux, 1820, esquisse, statuette en terre cuite[3].
- Dole, musée des beaux-arts : Buste de Vivant Denon, plâtre[4]
- Fontainebleau, château de Fontainebleau : Télémaque, 1803-1805, statue en marbre.
- La Rochelle, musée du Nouveau Monde : Indiens du Canada au tombeau de leur enfant, 1795, terre cuite[5].
- Paris, musée du Louvre :
  - Vivant Denon (Dominique Vivant, baron Denon) (Givry, 1747-Paris, 1825), directeur du musée Napoléon au Louvre, 1827, buste en marbre[6] ;
  - Jeune fille à la colombe, 1791, statuette en terre cuite[7].
  - Baigneuse, 1808, statue en marbre[8]
- Tourville-sur-Sienne, place Léon-Paul-Legraverend : Monument à l'amiral Tourville, vice-amiral et maréchal de France (1642-1701), 1816, marbre. Initialement destiné au décor du pont de la Concorde à Paris. Œuvre inscrite aux monuments historiques depuis 2006[9].

Belgique
- Arlon, Musée Gaspar, collection de l'Institut archéologique du Luxembourg: Bacchante, bronze[10]

Italie
- Rome, église Saint-Louis-des-Français : Tombeau de Pauline de Beaumont, 1804.

## Galerie

Œuvres de Joseph Charles Marin
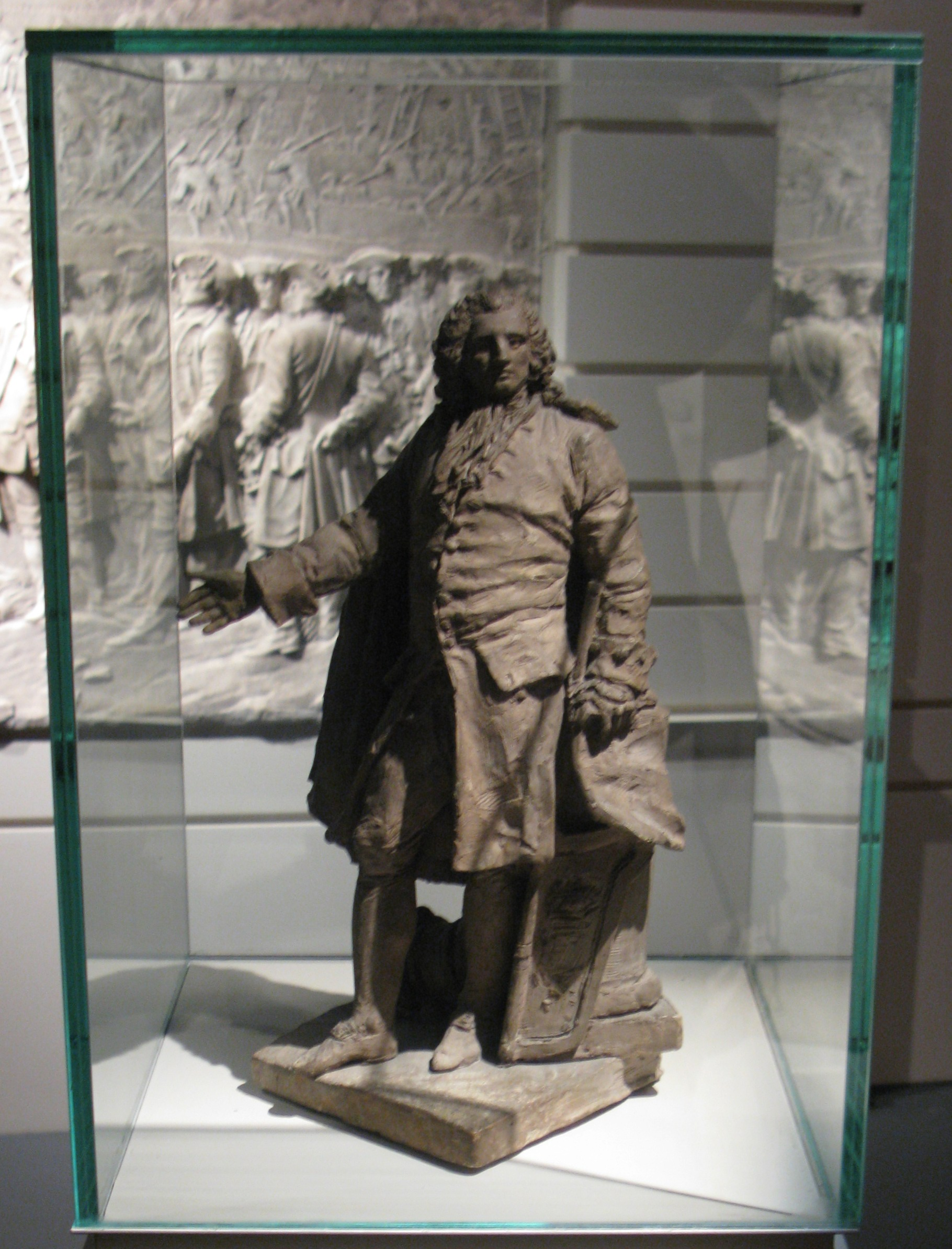
Le Marquis de Tourny, intendant général de Guyenne à Bordeaux (1820), terre cuite, Bordeaux, musée d'Aquitaine.
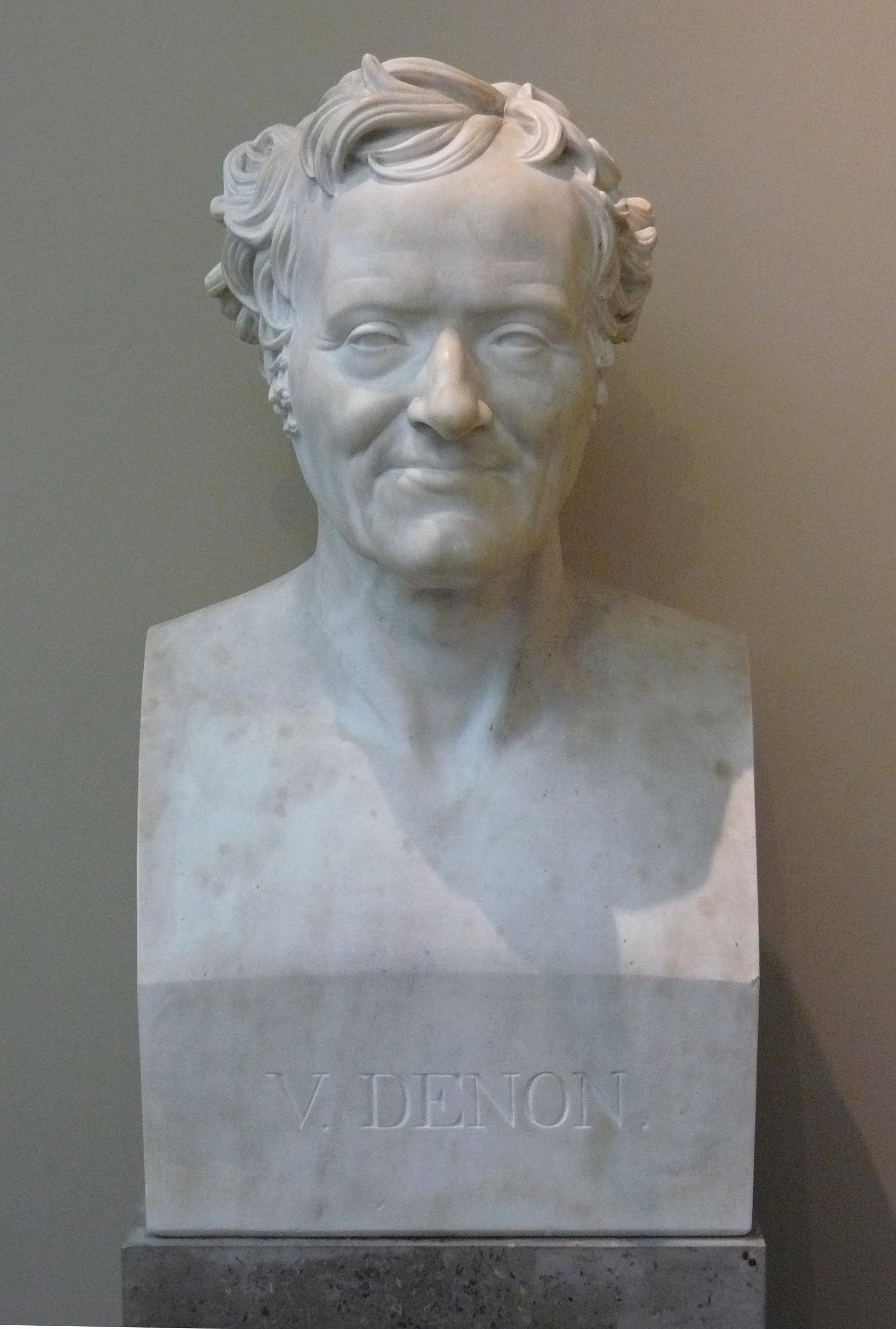
Vivant Denon (1827), marbre, Paris, musée du Louvre.
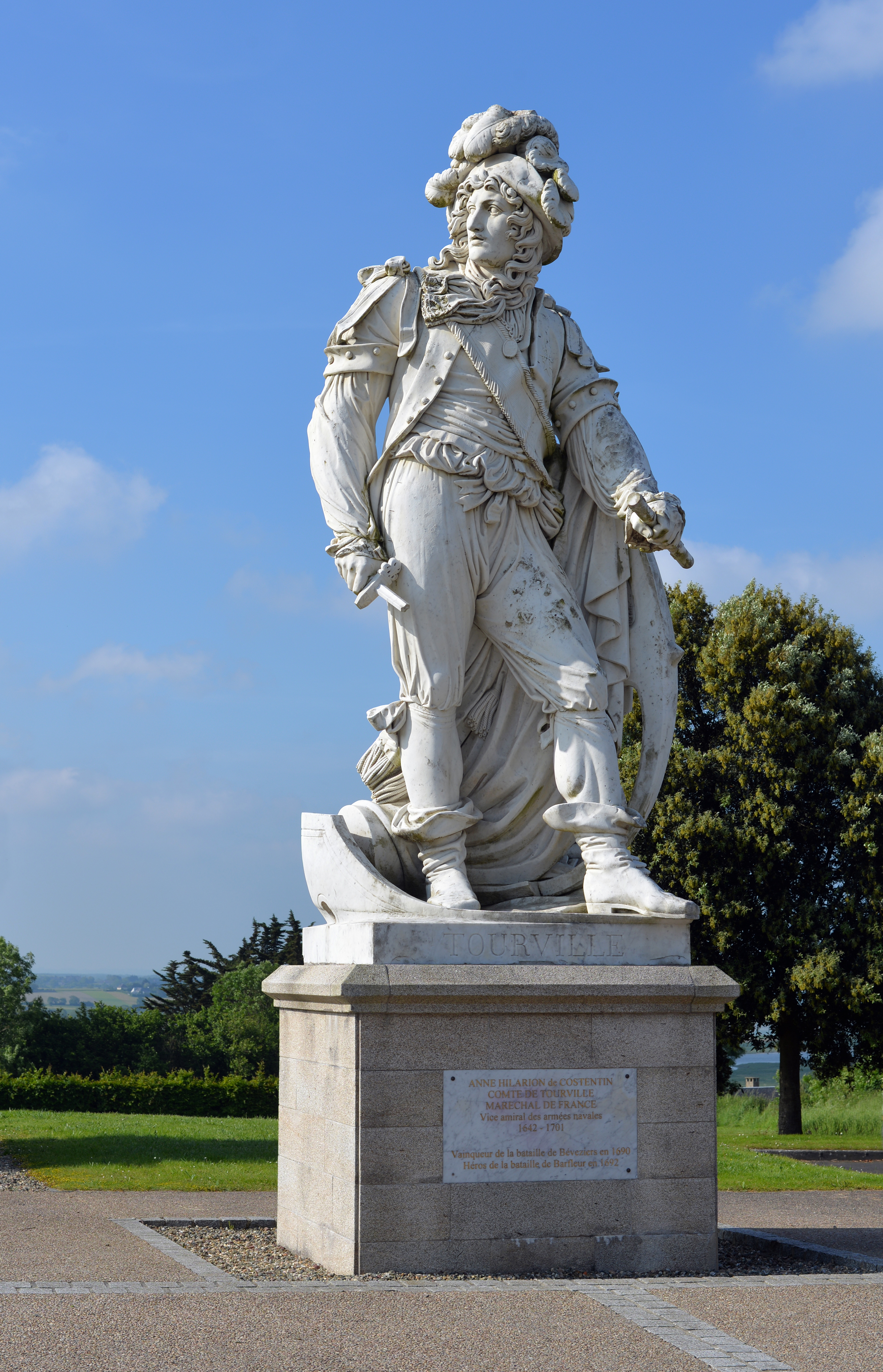
Monument à l'amiral Tourville (1816), marbre, Tourville-sur-Sienne.
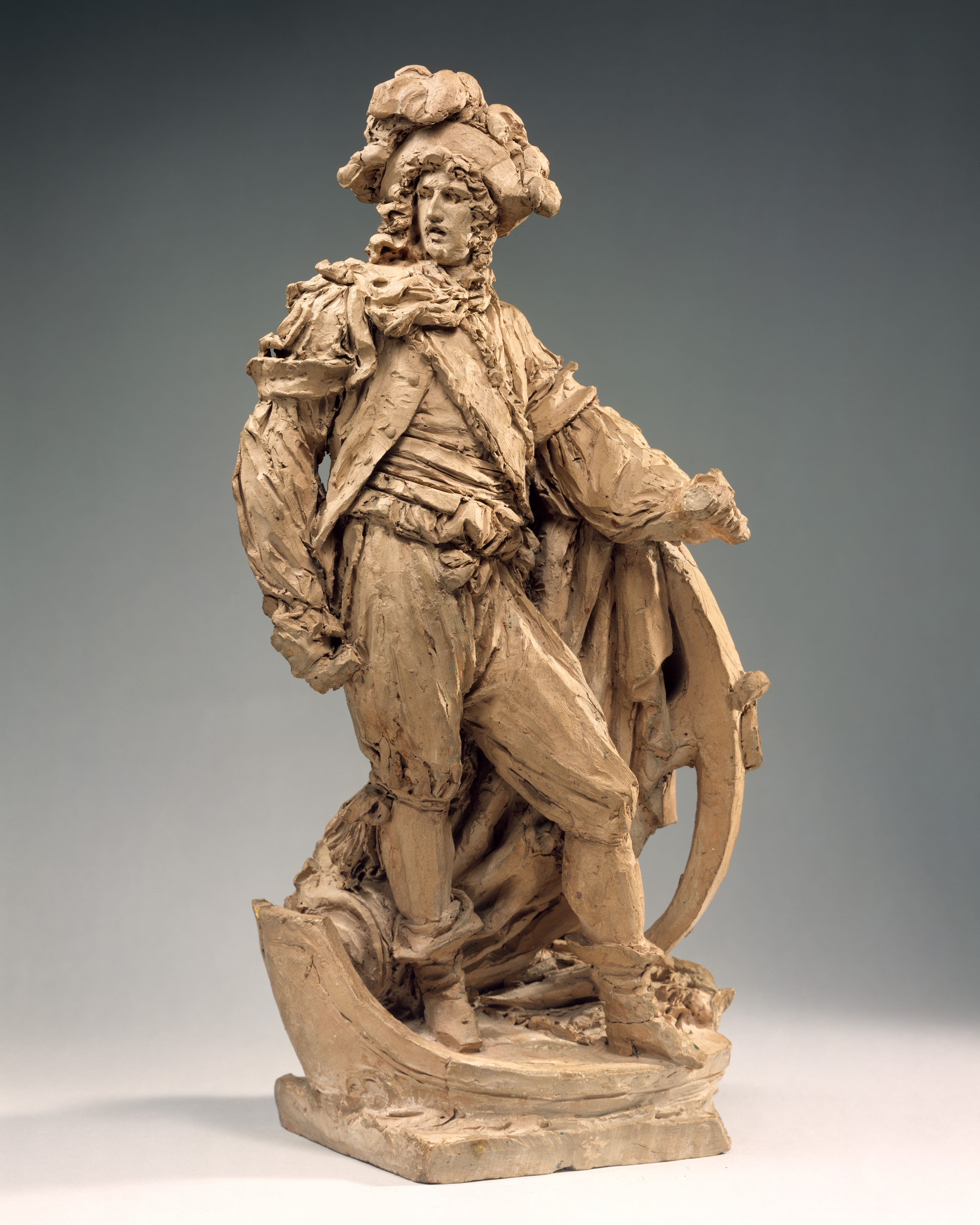
L'Amiral de Tourville (1816), terre cuite, New York, Metropolitan Museum of Art.
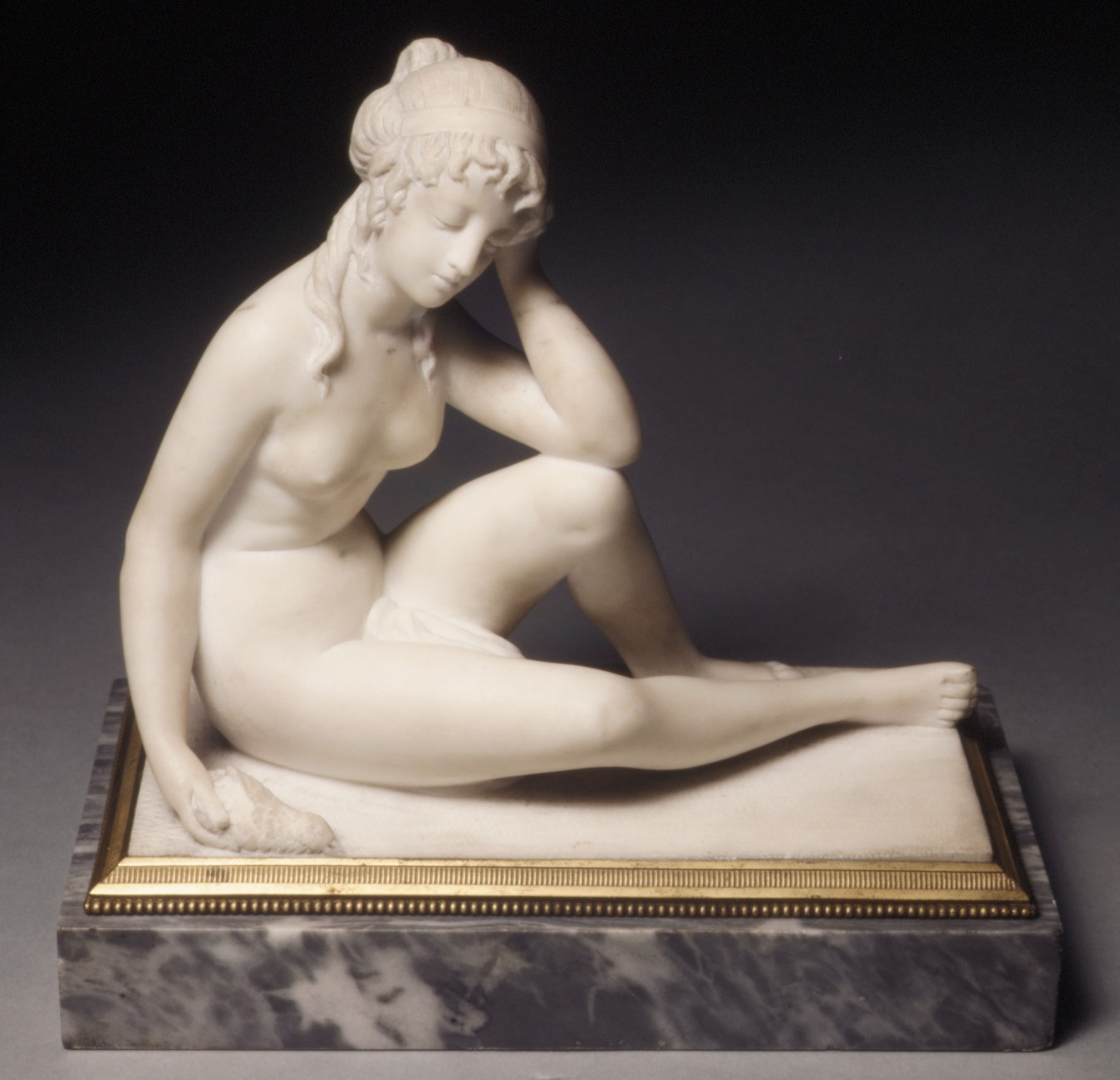
L'Oiseau mort, marbre, New York, Metropolitan Museum of Art.
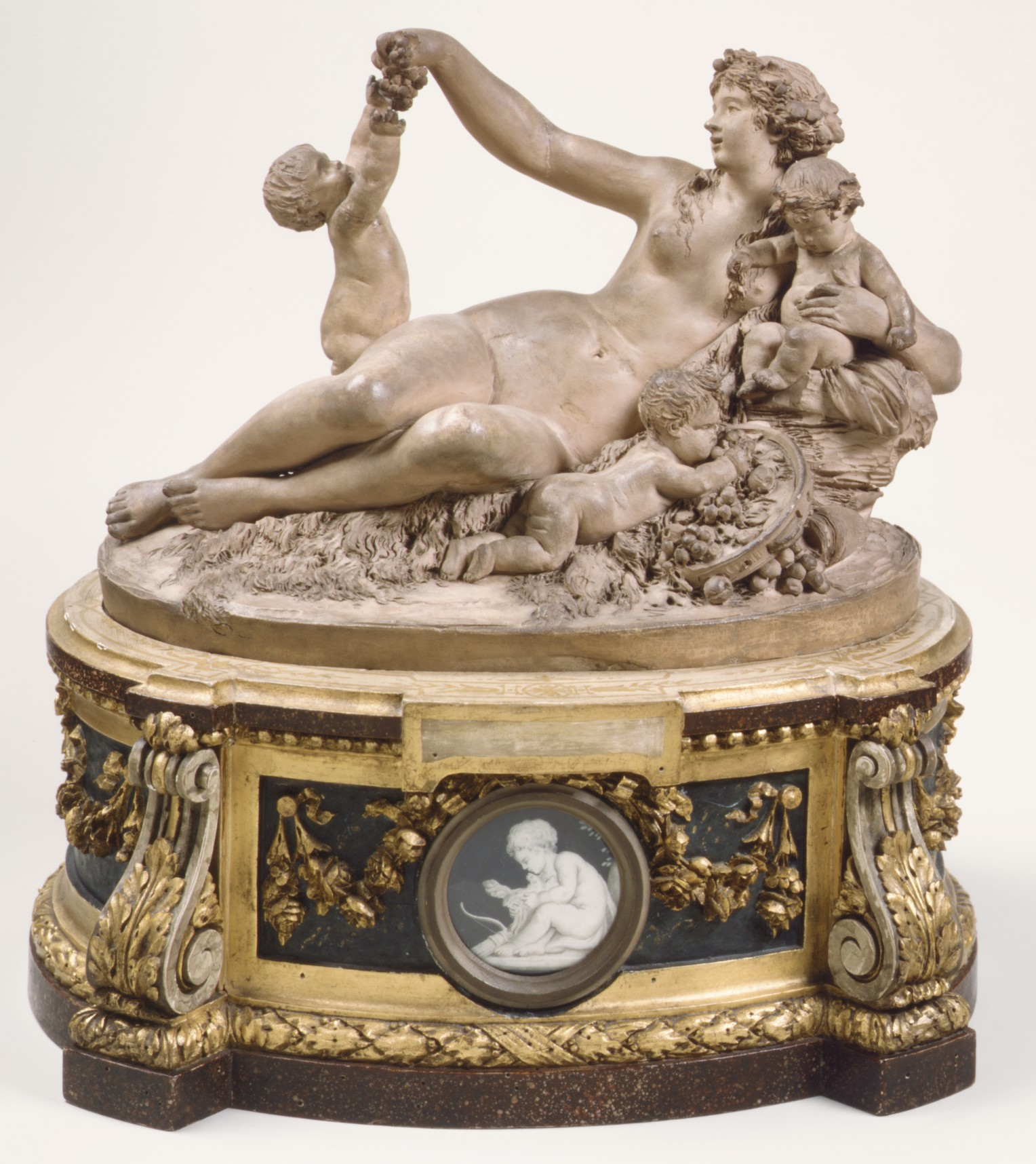
Bacchante aux raisins et trois putti, terre cuite, New York, Metropolitan Museum of Art.
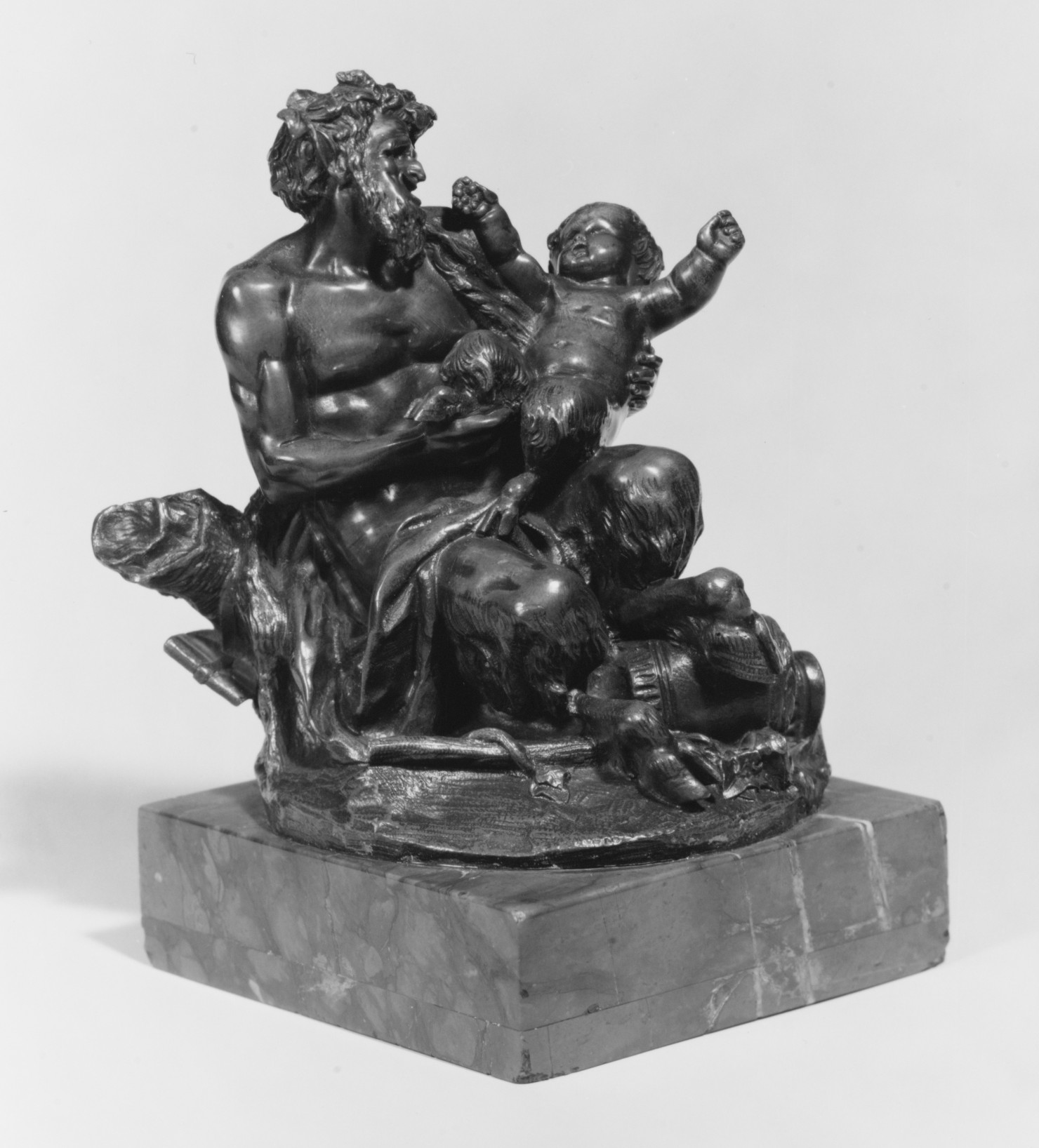
Un Satyre et son fils, bronze, New York, Metropolitan Museum of Art.

## Expositions
- Mars 1992 : Paris, galerie Bellanger, 27 œuvres exposées (catalogue).

### Sources bibliographiques
- Patrice Bellanger, Joseph-Charles Marin, Sculpteur, [catalogue de l'exposition de 1992], Paris, Galerie Patrice Bellanger éditeur, 1992, 88 pages,  (ISBN 2-9506583-0-X).
- Emmanuel Schwartz, Les Sculptures de l'École des Beaux-Arts de Paris. Histoire, doctrines, catalogue, Paris, École nationale supérieure des beaux-arts, 2003, p. 141.